# Visky Ferenc
Visky Ferenc (Egri, 1918. július 1. – Nagyvárad, 2005. október 5.) erdélyi magyar református lelkipásztor, teológiai és evangéliumi író. Felesége Visky Júlia (1922–2005), fia Visky András (1957).

## Életútja röviden
Szatmárnémetiben, a Szatmárnémeti Református Gimnáziumban végezte középiskoláit (1936), de csak 1939-ben érettségizett (Gellért Sándorral az év márciusában Magyarországra átszökve) Debrecenben. Teológiai tanulmányait a Tisza István Tudományegyetemen folytatta, ahol tanára volt Makkai Sándor, Karácsony Sándor, Révész Imre, Erdős József, Kállay Kálmán. 1945-ben tette le záróvizsgáit.
Teológusként kapcsolódott be a CE Bethánia mozgalomba. 1945-ben szülőfalujában, Egriben lett lelkész, itt indította el azt a hitbeli megújulási mozgalmat, amelyből a későbbi romániai CE Szövetség kinőtt. 1949-től Nagyszalontán, Ardai Aladár püspök mellett segédlelkész, közben hittant tanít az Arany János Gimnáziumban. 1950-ben büntetésből Nyüvedre, innen 1956-ban Magyarkécre helyezték, ahol folytatódtak ellene az állami és egyházi hatósági zaklatások.
1958 májusában letartóztatták és a CE-mozgalom elleni koncepciós per elsőrendű vádlottjaként 22 évre ítélték. Nagyváradon és Szamosújváron raboskodott, 1964-ben az általános kegyelmi rendelet alapján szabadult. Ezután Hegyközpályiban volt lelkész, de továbbra is megfigyelés alatt állt. 1983-ban kényszer-nyugdíjazták, utána haláláig Nagyváradon élt.

## Életútja bővebben

### Debrecen
A fiatal Visky Ferenc debreceni évei alatt érlelődött az elhatározás: lelkész szeretne lenni. „Nem voltam hitetlen, már családi hagyományaimnál fogva sem, de hogy mit jelent az élő' és másokat is éltető', Krisztusban való élet, arra még mindig csak vágyakoztam. ”
A debreceni teológus évek idején találkozott a Bethánia evangéliumi közösséggel, amely a református egyház keretén belül, annak felügyeletével és engedélyével, független szabályzattal működött, és főleg az evangelizációra kapott megbízatást. Szolgálatában határozottan állást foglalt a megtérés, az újjászületés és a megszentelt élet igei követelményei mellett. 
A református lelkészjelölt vallomása így folytatódik: „Életem megfordulása nem viharszerű, hirtelen jelentkező esemény volt. A közösségi élettel kapcsolatos tapasztalataim tovább gazdagodtak. Mind több és több, hitben járó fiatalt ismertem meg mind a teológián, mind pedig a nem teológusok között.” 
A Debrecen környéki tanyákat gyakran látogatva megsejtette, mit jelent a Szentlélek teológiája, s az, amit Pál így mondott: „»... én sem emberektől vettem azt, sem nem tanítottak arra, hanem a Jézus Krisztus kijelentése által« (Gál 1,12). Imádságuk őszinteségében és éneklésük vidámságában megérezhettem azt a többletet, amely az én életemből még mindig hiányzott.” 
Elsőéves teológus korában meghívták egy budapesti közösségi konferenciára, amelyre így emlékezik: , zsúfolásig megtelt hatalmas teremben az éneklésben és a közös imádkozásban a szentségnek olyan ereje volt jelen, amely elől közömbösen vagy fölényesen kitérni nem lehetett. Az »Itt van Isten köztünk« valósága szinte a levegőben is érezhető volt. Még mindig egy kicsit kívülről, kritikus szemmel néztem, figyeltem azt, ami történik, de már nem messze az a pillanat, amikor Jerikó-falaim leomoltak.” 
Ez be is következett a budapesti konferencia befejezésekor a közös úrvacsora vétele után. Visky Ferenc így nyilatkozott: „Szeretlek benneteket, s többé nem tudok meglenni Jézus és az ő népe nélkül... Ez volt az én elindulásom. Minden válaszfal leomlott. Hazaérkeztem, mert a könyörülőkhöz érkeztem. Rám talált a Pásztor, s nyájához vezetett. ” Ekkor ismeri meg élete párját, leendő feleségét: „Megnyílt az ajtó, s a székek sora között egy fiatal leány ment végig a termen. Ki gondolhatta volna akkor, hogy ő lesz az, akivel egy viharos életen át együtt fogunk menni.” 
Teológus éveinek Magyarország német megszállása vetett véget. Debrecen addigi vezetőségét megbízható, némethű elemekkel váltották fel. A Református Kollégium, a Lelkészképző Intézet, a Diakonisszaképző Intézet katonai szálláshely lett. A továbbtanulásra többé nem volt lehetőség

### Mátészalka
A hallgatókat a segédlelkészi szolgálatra küldték ki különböző gyülekezetekbe. Visky Ferenc szolgálati helye Mátészalka lett, Kincses Endre lelkipásztor mellett. 
Visky mátészalkai emlékei közé tartozik a vidék és a városka zsidó lakosságának deportálása. A szerzői visszaemlékezés őszinte és szomorú, a 20. század legszörnyűbb és legmegalázóbb bűncselekménye: „Nem lehetett szabadulni a hosszú sorok látványától, asszonyok, öregek, kisebb-nagyobb gyerekek elcsigázottan vonszolták magukat a marhaszállító tehervagonok felé. Szemükben kétségbeesés, kezükben batyu, s elöttük a reménytelen jövő. A vagonok vasrácsai mögül tekintettek kifelé s a rekkenő hőségben iszonytató zsúfoltságban kapkodtak levegő után. Átéreztük tehetetlenségüket, s a sajátunkat is, hogy nem segíthettünk rajtunk, s szégyelltük is magunkat, hogy a mi népünk földjén, a mi segédletünkkel következett be ez az égbekiáltó gyalázat.” „Ha időrendben később is, emlékeim között ott vannak szülőfalum, Egri zsidó áldozatai. Eljöttek édesapámhoz, a falu lelkipásztorához, s levett kalappal, a kalap szélét morzsolgatva, könnyeiket szemérmesen titkolva, halálba indulásuk előtt elbúcsúztak tőlünk.”
Visky Ferenc református lelkipásztor napi feladatai a háború végóráiban továbbra is megmaradtak. 
Az ébredés jelei című fejezetben Visky Ferenc református lelkész így elmélkedik: „A kelet-magyarországi evangéliumi munka egyre inkább kiszélesedett. Szabolcs, Szatmár megye kitárta kapuit a magyar népi megújulás előtt. Százakat mozgató körzeti konferenciákat tartottak nagyobb falusi és városi központokban. A mátészalkai gyülekezet is nemegyszer volt gazdája az ilyen egész vidéket megmozgató konferenciáknak.” 
Meghatóan őszinték Visky feleségéről és a Bethánia Szövetség térhódításáról szóló emlékező sorai: „Leendő feleségemet a Bethánia Szövetség küldte leánymunkásként Szatmár, Szabolcs megye és a vidékére. Az evangéliumi ébredés a negyvenes években jutott el Szatmár megyébe, szülőfalum és az Avas vidékére is. Több gyülekezetben erős közösségi csoportok jöttek létre. Kőszegremete, Avasújváros, Szatmár és környéke elmozdult a világosság irányába. ” 
Időközben a lelkészt Mátészalkáról Ópályiba helyezték. Odahaza, Egriben meghalt az édesanyja. Átszökni a határon életveszélyes vállalkozás lett volna. Anyja temetésének napján csak imádkozni volt lehetősége Mátészalkán a leendő menyasszonya társaságában. Az eljegyzésük is távol a családtól, Szikszai Béni, a Szövetség vezetője beleegyezésével történik. Olyan szegények voltak, hogy még eljegyzési gyűrűjük sem volt.

### Egri
Az államhatár módosulása után még jó ideig a királyhágói gyülekezetek a Tiszántúli Egyházkerület püspöki joghatósága alá tartoztak. Visky Ferenc hivatalos kinevezést kapott segéd- lelkészi szolgálatra a már betegeskedő apja mellé Egriben. Később Debrecenben felveszik a Bethánia Szövetség tagjai sorába. Az eseményről nyíltan beszél önéletrajzi vallomásában: „Köztük találkoztam azzal az evangéliummal, amely az egyetlen központra mutatott: a megfeszített és feltámadott Jézus Krisztusra. Ott lett számomra kijelentés, hogy sem egyházunk, református gyülekezeteink, sem pedig magyar népünk számára nincs más járható út, mint Isten országának Krisztusban való keresése és megtalálása. Ha ezt az utat meri járni a mi népünk, akkor az áldásnak, csak úgy ráadásul, olyan kapui nyílnak meg amelyekben az egyház és népünk identitását megtalálja, és a romániai kisebbségben is kultúránk, életes ősi hagyományaink teljesednek ki. Csaknem fél évszázad telt el azóta, ez a látás és az a vihar, amin átmentünk, és amiben ma is benne vagyunk, ugyanezt igazolják. ”
A Kisvárdán kötött házasság után a zöldhatáron visszatér ifjú feleségével Egribe, szülőfalujába. A Szülőfalum gyülekezete című fejezetben egy rövid történelmi ízelítőt ad az egri közösségről: „Gyülekezetünkben már a húszas-harmincas években beindult az ifjúsági keresztyén munka IKE vagy KIÉ néven. Falunkban mélyen a múltban gyökerező szellemi érdeklődés volt. Egri ősi település. Templomának egy része az 1200-as étiekből való. A tatárok innen rabolták el a szépséges Szirmai család leányát, Hajnalkát. A rétekkel, mocsárral körülvett, ősi, színtiszta magyar falu kiállta a történelem viharát. Jó néhány tudós embert ajándékozott a falu a magyar kultúrának A falunak volt olvasóköre. A ronggyá olvasott magyar klasszikusok a nép szellemi szomjúságáról tanúskodtak. A jószágistállók félhomályában hajnalig tartó beszélgetések alkalmával Arany-, Petőfi-, Ady versek ivódtak belénk és olyan faluközösségről álmodoztunk amelyben a cselédek gyermekei is írni, olvasni tudnak majd. Fonó, dörzsölő, tengerifosztó és máléfejtő kalákákban őrizték a régi monda- és mesevilágot. Halottvirrasztó éjszakákon hajnalig énekelte a gyülekezet a hivatalos könyvön kívüli, az apáról fiúra szálló ősi énekeket... Ez a környezet fogékony volt a Biblia világára is. Körzeti konferenciákon örömmel vettek részt, kérdéseikkel nemegyszer zavarba hozták az előadókat is. Az egri fiatalok jelenléte minden konferencián pezsdülést hozott a beszélgetésekben... A falunak volt egy erős, szorgalmas, amolyan hétszilvafás kisnemesi, faluját és egyházát szerető, hagyományosan .vallásos rétege."
1946-ban ünnepélyes keretek között emlékezett meg Szatmár megye lelkészkara a szatmárnémeti zsinat 300 éves évfordulójáról. Éppen Szatmáron ítélték el a puritán mozgalom vezetőit: Tolnai Dali Jánost, Medgyesi Pált és másokat. Az volt ellenük a vád, hogy Angliából hazatérvén egyház- és államfelforgató eszméket hoztak haza. A történelem időnként mégiscsak megismétli önmagát. Az egybegyűlt atyák jó alkalomnak tartották a jubileumi megemlékezést arra, hogy több evangéliumra vágyó lelkipásztort, az úgynevezett „bethánistákat” megróják és elhallgattassák. Egykor a puritánoktól, most tőlünk féltették a református egyház egységét. Volt olyan tekintélyes egyházi vezető, akinek az volt a véleménye, hogy a Bethánia fekély az egyház testén.

### Nagyszalonta
Id. Visky Ferenc halálával megüresedett a lelkészi állás. Ifj. Visky Ferencet az egyházkerület akkori püspöke, Arday Aladár Nagyszalontára rendelte maga mellé. Akkor még (1947) Nagyszalontán volt a püspöki székhely. A fiatal lelkész és családja a régi Arany János Gimnázium emeletén kapott helyet. Ám a szülőföldön hagyott testvéri közösséget semmi sem pótolhatta. A fiatal lelkész ritkán kapott templomi szolgálatot. A vallás-tanórára járó gyerekek és gimnazista ifjak között örömmel szolgált. A tanügyi reform előtt még kötelező volt a vallásoktatás az Arany János Gimnáziumban. Időnként a szószéken is szolgált. Szalontán régi hagyománya volt az evangélium hirdetésének, amely még Kecskeméthy István CE Szövetségi munkájának köszönhető. Egyre gyakoribbakká váltak a bibliaórák. Egy idő után az egyház tanácsterme szűknek bizonyult, és emiatt a templomban hetente két alkalommal engedélyezték az evangelizációs szolgálatokat, amelyekről Arday Aladár megnyugtató módon nyilatkozott: „Eddig úgy hallgattalak, mint egy rendőr- nyomozó. Kerestem, miben foghatlak meg miféle eretnek tanokat hirdetsz. Mi az, ami ellentmond a hitvallásainknak, mivel izgatsz az egyház ellett. Az esperes ilyen vádleveleket küldött ellened. Előbb én is gyanakodtam, végül beláttam, hogy a vádak alaptalanok. A tiszta református tanítást hallom tőled. Isten áldjon meg benneteket ebben a munkában! A mi népünknek erre az evangéliumra van szüksége. ”
Visky Ferenc boldogan jegyzi meg a szalontai szolgálat hozadékáról: „Eddigi szolgálatainkban sehol sem találtunk olyan evangéliumra éhes gyülekezetét, mint Nagyszalontán. Most már a templomban tartottuk a bibliaórákat. Hatszázan is összegyűltek. Az igére fölfigyeltek más felekezetűek is. ”

### Üldöztetések kezdete, ideológiai átnevelés korszaka
1948-ban már láthatóan gyülekeztek az üldözés fellegei. Megkezdődött a kulákok tömeges deportálása is. Az ellentétek a pattanásig feszültek. Teherautókon szállították a belügyieseket az ellenállási gócokba. Mindenki gyanús lett, aki másképp mert gondolkodni. Visky Ferenc így foglalta össze a korszak politikai légkörét: az egyház vezetői az 1956-os spontán népfelkelést nemcsak állam-, hanem ige- és szentlélekellenesnek bélyegezték. A forradalom leverése után még inkább felerősödött az egyház megújulását szorgalmazók elleni kampány.
Fekete Sándor támadó cikkeiben a CE Bethánia ellen így nyilatkozik: Bethánia államellenes, béke-, kultúra- és népellenes, tagjai reakciósok, a szocializmus szent ügyét eláruló ellenforradalmárok. ” Tehát a megújulást ellenző hang uralkodott a romániai református egyházban is. Az igében és hitvallásban gondolkozók sorsát magyar kisebbségi helyzetük is súlyosbította. Kétszeresen is ellenségnek számítottak: mint hívő reformátusok és mint kisebbségi nép tagjai.
A negyvenes évek legvégén a hatalom birtokosai a lelkipásztori kart is igyekeztek ideológiailag átformálni. Az átképző tanfolyamokon kötelező volt részt venni – írja Visky Ferenc a Szerelme szorongat című önéletrajzi kötetében. Aztán elterjedt a hír, miszerint a „bethánista” lelkészeket le fogják tartóztatni. A sztálini időkben a megfélemlítés különféle formáját alkalmazták. A lelkészek egy része is beállt az ideológiai támadók sorába. Azt híresztelték, hogy a „bethánistákat” amerikai dollárral pénzelik.

### Nyüved
A szalontai mandátum a végéhez járt, a lelkészválasztás következett. A kapós szalontai lelkészi állást megrohamozták a jó „doszárú” törtetők. A Visky család megkérdezése nélkül, a tudomásukra hozták, hogy menniük kell, annak ellenére, hogy a gyülekezet továbbra is igényelte volna szolgálatukat. Nyüvedre, egy kis határ menti településre helyezték őket. Közben meg-született ötödik gyermekük. 
Visky Ferenc így jellemzi az akkori kort: ,-A diktatúra kegyetlen volt saját embereivel szemben is. A pártközpontból kiküldött aktivisták gyakran az iroda asztalán aludtak, mert egyetlen más helyiség sem állott rendelkezésükre. Ezeket a gyorstalpaló tanfolyamokon átesett munkásembereket, akik a szekuritátéval együtt értették módját, hogy kell megfélemlíteni a falu népét, szabadították rá a falu nyakára. Gyakran hívtam meg őket a mi otthonunkba, ahol emberséges körülmények között érezhették magukat. Ilyenkor egészen kicserélődtek, és kiderült, hogy nem meggyőződésből fajultak el... A világnak is van szeme. Az állam emberei végül is azokat vetették meg akik könnyedén ráálltak a kollaborációra.” 
A magyarországi ’56-os forradalom felgyorsította az eseményeket. A politikai ellenség szétzúzása szinte befejeződött. Hátra volt még az ideológiai ellenség megsemmisítése. Ebbe a kategóriába kerültek a protestáns gyülekezetek aktív alakulatai is. A beidézések és kihallgatások sora kezdődött el. 1957 tavaszán a nagyváradi egyházkerület vezetősége még egyszer megbeszélésre egybehívta az állam és egyház ellenségeinek tartott lelkipásztorokat. Az a megbeszélés nyilvánvalóvá tette, hogy nincs út visszafelé. Arday Aladár püspök mindenkit megölelt és meghatottan vett búcsút. Ő tudta, hogy a lelkészek letartóztatása csak napok kérdése. Ezek után nem tudom kihagyni az alábbi epizódot Visky Ferenc vallomásából: A feljelentések egyre sokasodtak. Papp László akkor még a bihari egyházmegye espereseként sem tudott más lenni, mint később. Egyértelműen azok mellé állt, akik között rovott múltúak is akadtak, s akik a gyülekezetét semmibe vették. Megerősítette őket, hogy ne térjenek le gonosz útjukról. A hűségeseket, az imádkozókat, a közmunkán mindig jelen lévőket kiszolgáltatta a hatalom akaratának. Nekem mint régi ismerősének csak azért kegyelmezett eddig mondta, mert sok gyermekem van.”
A felháborított gyülekezet részegesei tudomására hozták, hogy „hívő” papra nincs szükségük, mert ők magyar református kálvinisták. A templomot bezárták, és többé nem végezhették szolgálataikat.

### Kéc
Kéc volt a következő gyülekezet, ahova Visky Ferencet áthelyezték. Évtizedekig nem tartották nyilván az egyházi kimutatásokat. Az eladósodott gyülekezet tagjai még azt a csekély egyházi járulékot sem tudták fizetni. A hátralékosoknak csak akkor szolgáltattak egyházi szolgálatokat (keresztelés, esketés, konfirmálás), ha kiegyenlítették a hátralékokat. Az új lelkész azt javasolta a presbitériumnak, hogy töröljék mindenki adósságát, s ezentúl „mindenki fizessen hálás szíve szerint!” Ezek a hatás nem maradt el. 
A falu népe még mindig vonakodott vállalni a kollektív nyomorúságot, a mezőgazdaság kolhozításában. Dúlt az ideológiai harc. A kommunista rendszer meg akarta semmisíteni a legádázabb ellenségnek tartott keresztény hívő közösségeket. 
Visky tiszteletesnek gondja volt a település legszegényebb és méltánytalanul mellőzött rétegére is, a cigányságra, akikről így ír könyvében: falun kívül terült el a cigánytelep. Sokan éltek földbe vájt putrikban, a faluhoz képest hihetetlen fizikai és szellemi szegénységben. Ők sem maradhattak az ige világossága nélkül. ” 
Kerekes Sanyi esete az egész közösségre nagy hatással volt. A derék, göndör hajú cigánylegény a katonaságnál balesetet szenvedett. Nyomorék maradt, miután rászakadt egy híd. Tolókocsiban élte nyomorúságos életét. A lelkész látogatni kezdte minden vasárnap. A putri egy idő után templommá lett. „A szomszédok és a telep lakói hamar, felfogták az énekeket és kitűnő hangjukkal szívből énekeltek. A presbiterek közül is rendszeresen elkísértek néhányan a cigány istentiszteletre. Ők maguk is bizonyságot tettek, milyen változást hozott az életükbe Krisztus szabadítása.”

### Börtönévek
A romániai bethánistáknak nevezett magyar reformátusok letartóztatásának megvolt az egyházi és állami háttere. Már a század legeleje óta a liberális, vaskalapos, száraz hagyományokon tengődő formalista egyházzal szemben egy evangéliumi-hitvallási irányzat jelentkezik, a semper reformanda (állandó reformáció, állandó megújulás) igényével. 
A püspök és a személyzeti osztály vezetője is figyelmeztette a lelkészt, hogy alkalmazkodjanak a rendszerhez, járjanak kedvükbe, amit tiltanak, azt ne tegyék. A határozott válasz a következő volt: „Mi készek vagyunk mindenben engedelmeskedni, csak abban nem, hogy ne a megtérés, a kereszt evangéliumát hirdessük. ” 
1958 pünkösdjének másodnapján elérkezett Visky Ferenc református lelkész letartóztatása és elhurcolása. Éjjel két órakor, a házkutatás után, bejelentették, hogy velük kell mennie. Hét gyermekét és feleségét kellett otthagynia. Reggelre értek a rajoni (járási) székhely, Margitta szekuritáté-központjának udvarába. Onnan továbbvitték a nagyváradi börtönbe egy cellába, ahol a volt besúgójával együtt kellett raboskodnia. A vizsgálati fogság három hónapig tartott. A vádak iszonyúak: államrend megbontása, összeesküvés. Az ítélet: kivégzés. A kihallgatótiszt azzal „vigasztalta”, hogy többé nem fogja meglátni a családját, itt döglik meg. A bírósági tárgyalást követően az ítélet minimum 18-22 év, teljes vagyonelkobzás és kényszermunka. Volt lelki ereje, hogy ezek után kijelentse: „Szeressük Jézust, és napokra zsugorodnak éveink. ”
Szamosújvárra szállítják megbilincselve, ahol nyolcan voltak nagyváradi elítéltek, köztük négy lelkész: Szilágyi Sándor, Dézsi Zoltán, Karczagi Sándor, Visky Ferenc. Visky Ferenc így emlékezik társaira: „Nélkülük nem élhettem volna túl a szenvedéseket... Erőszakoskodók voltak, a szeretet nevében meghalni sem hagyták az embert.”
A börtönévek kezdetén közös zárkában voltak a többi politikai fogollyal. Románok, magyarok, szászok, zsidók, zsidó keresztények, reformátusok, ortodoxok, katolikusok, evangélikusok, görögkatolikusok, unitáriusok, kisebb felekezetek képviselői, szerzetesek és világiak. Ez volt az igazi ökumené. És ott volt egy rendkívüli személyiség, Richárd Wurmbrand, akiről Visky Ferenc egy egész kötetet írt. A börtönélet új próbák elé állítja a lelkész Viskyt. Ő azonban nem roppant össze, sőt sikerült növelnie az ellenállását. A magánzárka egy lehetőség volt számára az imádságra, amely által kivédte az elmagányosodást. 
Hatévi kegyetlen börtönév után a lelkész Visky Ferenc így nyilatkozik önéletrajzi kötete 164. oldalán: a durvaságot, az éhséget ki lehet bírni megalkuvás nélkül, de az emberarcú kommunizmust nehezen... Bárki kérhette büntetésének leszállítását vagy teljes elengedését. A szabadság családunk újbóli láthatásának ára csupán annyi volt, ki kellett jelentenünk írásban, őszintén megbántuk a szocializmus elleni vétkeinket, s ezentúl beállunk a kommunizmus építésének dicsőséges munkájába.” Sokan vállalták a bűnvallás ilyetén formáját. A lelkészeket azonban nem kísértette meg a hamis bocsánatkérés bűne: bűnbánatról lehet ugyan szó, gondoltuk többen, de csak amiatt, hogy nem képviseltük még határozottabban és egyértelműbben Jézus Krisztus szabadító evangéliumát a készségesen kollaboráló egyházban és világban.

### Szabadulás után – 1964
A kegyelmi rendelet végrehajtására mégiscsak sor került. Az első éjszakát Désen, a ferences atyák rendházában töltötte. Az Otthon vagyok című fejezet örökíti meg a hazatérés igazi momentumait: „Józsefházán testvérbátyám, László lelkipásztorkodott feleségével, a szó igazi értelmében. Hozzájuk mentem először. A családomnak ők kerestek hajlékot: egyszerű, szalmatetős, fatornácos ház volt. Ide vezettek el. Úgy egyeztünk, ők szervezik meg a találkozást, hogy ne egyszerre találkozzam mindenkivel, mert azt nem lett volna könnyű elhordozni. A búbos kemencés előszobából jobbra és balra földes, kis ablakú, hófehér helyiség egyikében a gyermekeim vártak, a másikban, a kert felé, a felnőttek: feleségem és Marika. ”
A börtönből szabadultakat továbbra is megfigyelték. Mindenkit külön kihallgatott a politikai tiszt. Visky tiszteletest azzal vádolták, hogy „még mindig fenntartja korábbi nézeteit”. Az elhivatott és erős hittel megáldott lelkész, mint mindig, református lelkészhez méltóan válaszolt: „Miért kellene megtagadnom azt, amit Isten szeretetével egyszerre vallja az ember, a felebarát, sőt még az ellenség szeretetét is? Miért lenne büntetendő ez a magatartás?!”

### Hegyközpályi
A mintegy 600 lelkes gyülekezetnek el kellett fogadnia a börtönviselt papot. Egy tíztagú családot kellett eltartania az eddigi öreg, nyugdíjas lelkészházaspár helyett. Az első vasárnap délelőtt az üveges templomajtón át az egyetlen Asztalos Erzsikét érdekelte az „új pap”. Hamar nyilvánvalóvá vált, hogy önpusztító nép lakott Hegyközpályiban. A gyülekezetben egy évben öt temetés közül négy öngyilkosé volt. Egyébként mindenkit a templomból temettek.
A növekedés kísértése című fejezetben a lelkész szóvá teszi csüggedését amiatt, hogy a temploma padjai üresek. Ám a figyelmeztetés és biztatás nem maradt el. Egy híve (Erzsike néni) arra figyelmezteti lelkészét, hogy „elkeseredett lélekkel nem lehet örömüzenetet hirdetni!”
Ám egy idő után a lelkész elkezdte a családlátogatást, vallásoktatást, énekkart szervezett, disznótorokba, lakodalmakba járt, mégis lassan kezdett a gyülekezet felmelegedni. Lassan növekedett a templomba járók száma.
Az 520 lélekszámú gyülekezetből egy idő után már 80 hívő elment vasárnap az istentiszteletre. A lelkész és felesége meglátogatták sorra a családokat, annak ellenére, hogy sokan nem látták őket szívesen. Minden alkalommal szóba került a Szentírás tanítása is. A hatás nem maradt el: később már igényelték a lelkipásztor látogatását, és végül imádsággal zárult az effajta lelkészi családlátogatás.
Visky tiszteletes így mesélte a családok látogatásának hatásfokát: „Már majdnem minden családban megfordultunk. Még volt egy, az egyetlen, ahová nem lehetett bejutni, mert a családfő ateistának vallotta magát. A papot hivatalból is utálta. Vasárnaponként megfigyelte: kik járnak a templomba s a vallásórára. Az egyetlen ateista beteg lett. Nem hagyhattuk ki a sorból. ” A lelkész őt is meglátogatta. Az ateista gazda hamis kutyája ellenére bejutott a beteghez, és gyógyulást kívánt.
„...a nagyváradi szekuritáté már a gyülekezetbe kerülésünk elején gondoskodott arról, hogy besúgóin keresztül állandóan jelentést kapjon rólunk.” A lelkész tudta, hogy a falubeliek közül is szép számmal végezték az ilyen szolgálatot. Kétféle besúgó volt: az egyik felfedte magát, figyelmeztetett. Az ilyenek együttéreztek a lelkésszel. A másik fajta, a veszedelmesebb, soha még csak célzást sem tett alantas szerepére. Ennek a típusnak hízelgett, ha bűnét elkövetheti.

### Amerikai pártfogók
Az alábbi történetet így meséli el Visky tiszteletes úr: Valami egészen nem várt következik. A parókia előtt hatalmas, amerikai zászlós kocsi áll meg. Két férfi keres. A bukaresti amerikai követség titkára. Románul folyik a szó. A lelkész méltatlankodva jegyzi meg a távoli vendégek előtt: „Besúgóim mindent jelentenek, holnap már megint a szekuritátén vagyok!” A nagykövetség küldöttei megnyugtatták: Mi csak nyíltan jöhettünk, követségi kocsival, különben kémkedésnek minősül a kapcsolatunk!” Elmondják: hivatalos küldetésben vannak, mondjak el mindent, ami velünk történt a múltban és jelenben.
Később kiderült, hogy volt teológiai társa, Bütösi János Amerikában többször találkozott az amerikai elnök, Reagen külügyminiszterével, Schultz-cal, akinek elmesélte Visky Ferenc életútját. Egy másik jó barát, Vasile Ráscol volt bukaresti elítélt közbenjárása segített, valamint egy román asszony, aki mint bejárónő volt az akkori amerikai elnök házában, elmondta Visky Ferenc életútját. 
Ezek ellenére a lelkésznek és családjának ki kellett költöznie a parókiáról. Nagyváradon élő István fiuk is befogadta volna szüleit, de erre külön engedély kellett a letelepedésre. Végül maga a milíciafőnök írta alá a letelepedési engedélyt. Biharpüspökiben találtak egy megfelelő lakást, rengeteg pénzért. A családot tisztelő és velük szolidarizáló magyarországi testvérek és mások összegyűjtötték a házbér összegét.
Bálint Ágnes, a fenti kötet szerkesztője a hátsó borítólapon így foglalja össze Visky Ferenc önéletrajzi vallomásait: „Egy küzdelmes életút stációinak korabeli dokumentumokkal és fotókkal ellenpontozott emlékfüzérét tartalmazza e kötet. A szerző »huszadik százada« a második világháború idején a mátészalkai lelkészi szolgálattal vette kezdetét, majd a kommunista Romániában kellett folytatnia hivatása gyakorlatát, mégpedig folyamatos egyházi és hatósági zaklatások, fenyegetések, áthelyezések közepette, melyek közül a leginkább embert próbáló a 22 évnyi börtön és kényszermunkára való ítélet, családja távoli kényszerlakhelyre való kitelepítése volt.”

## Munkássága
Első saját szerkesztésű könyve, az Asztali igék (1967) házi sokszorosításban készült, ezt követte a bibliai Eszter könyvének kommentárja (előbb szintén szamizdat kiadásban). Ugyancsak bibliai könyv magyarázata az Egyház és szenvedés, amelyben a szenvedő egyház kérdését a Jelenések könyve alapján vizsgálja. Börtönéveiből vett emlékképekkel, történettöredékekkel ismerkedhetünk meg a Fogoly vagyok című, a haszid történetek mintájára szerkesztett könyvében, amelyben egy fogolytársa, a zsidó származású evangélikus lelkész, Richard Wurmbrand alakját idézi fel. Szerelme szorongat című könyvében (Kolozsvár, 2004) életének történetét foglalja össze. Az időrendi sorrendben egymást követő életszakaszok, illetve azok stációi mind a zaklatásokkal szemben is megőrzött belső szabadság eredetére mutatnak rá: élő keresztyén hitére és annak forrására, Jézus Krisztusra.
2000 júliusától a Kecskeméthy István professzor által indított Kis Tükör c. lap új folyamának szerkesztőbizottsági tagja, emellett rendszeresen publikál a CE Koinónia által kiadott missziói havilapban. Néhány, hitelveit is megfogalmazó írása 1990–96 között a Korunkban is megjelent.
A Forum Film Alapítvány 1999-ben Ítélet címmel portréfilmet készített róla.

## Művei
- Asztali igék (szamizdat kiadás, h. n. 1967);
- Eszter (2. jav. kiad. Kolozsvár, 1996);
- Egyház és szenvedés. A Jelenések könyve a szenvedő egyházról (Kolozsvár, 1999. Kis Tükör Füzetek);
- Fogoly vagyok (Kolozsvár, 2002; román, ill. holland fordításban 2004);
- Méz a sziklából. Áhítatok az év minden napjára (Kolozsvár, 2003; románul: Mierea din stâncă. Ford. Paul Drumaru, Kolozsvár, 2007);
- Szerelme szorongat (Kolozsvár, 2004);
- 70 povestiri despre puşcărie şi prietenie (ford. Georgeta-Delia Hajdu, Kolozsvár, 2004);
- Anti (Kolozsvár, 2005).